# David Koch
David Hamilton Koch (ur. 3 maja 1940 w Wichita, zm. 23 sierpnia 2019 w Southampton) – amerykański biznesmen, filantrop, aktywista polityczny oraz inżynier chemik.
Był wiceprezydentem w rodzinnym przedsiębiorstwie Koch Industries, do którego dołączył w 1970. Od 1983 do 2019, razem ze swoim bratem Charlesem, był jego współwłaścicielem.
W 1991 roku został jednym z ocalałych podczas zderzenia samolotów na lotnisku w Los Angeles.
W 2019 był uznawany za 11. najbogatszego człowieka na świecie.